# Perdicula erythrorhyncha
Perdicula erythrorhyncha là một loài chim trong họ Phasianidae.